# Kees van Ierssel
Cornelius Claudius Henricus van Ierssel (Breda, 1945. december 6. –) holland válogatott labdarúgó.
A holland válogatott tagjaként részt vett az 1974-es világbajnokságon.

## Sikerei, díjai
Hollandia
- Világbajnoki ezüstérmes (1): 1974

## Statisztika

### Mérkőzései a holland válogatottban
| Hollandia | Hollandia            | Hollandia                     | Hollandia  | Hollandia | Hollandia     | Hollandia    | Hollandia | Hollandia |
| #         | Dátum                | Helyszín                      | Hazai      | Eredmény  | Vendég        | Kiírás       | Gólok     | Esemény   |
| --------- | -------------------- | ----------------------------- | ---------- | --------- | ------------- | ------------ | --------- | --------- |
| 1.        | 1973. október 10.    | Rotterdam, Feijenoord Stadion | Hollandia  | 1 – 1     | Lengyelország | barátságos   | -         | 78'       |
| 2.        | 1974. március 27.    | Rotterdam, Feijenoord Stadion | Hollandia  | 1 – 1     | Ausztria      | barátságos   | -         |           |
| 3.        | 1974. május 26.      | Amszterdam, Olimpiai Stadion  | Hollandia  | 4 – 1     | Argentína     | barátságos   | -         | 62'       |
| 4.        | 1974. június 5.      | Rotterdam, Feijenoord Stadion | Hollandia  | 0 – 0     | Románia       | barátságos   | -         | 65'       |
| 5.        | 1974. szeptember 25. | Helsinki, Olimpiai Stadion    | Finnország | 1 – 3     | Hollandia     | Eb-selejtező | -         |           |
| 6.        | 1974. október 9.     | Rotterdam, Feijenoord Stadion | Hollandia  | 1 – 0     | Svájc         | barátságos   | -         | 65'       |
|           | Összesen             |                               |            | 6         | mérkőzés      |              | 0         | gól       |